# Bringin' On the Heartbreak
«Bringin' On the Heartbreak» (en español: Me rompes el corazón) es una power ballad de la banda de rock inglesa Def Leppard. Fue lanzada en noviembre de 1981 como el segundo sencillo de su álbum High 'n' Dry.
Es considerada una de las mejores canciones de rock en la historia. Steve Huey de Allmusic ha caracterizado a la canción como: «una balada de rock descaradamente dramática».

## Historia
La canción fue escrita por el difunto miembro de la banda: Steve Clark, quien falleció de cirrosis hepática 10 años después. Es del estilo glam metal y tiene elementos de soft rock.
El título provisional había sido «A Certain Heartache» y la canción, junto con las otras del álbum, fue producida por el africano Robert Lange. Este dijo que pensaba que la banda tenía la intención de hacer que el verso de la canción fuera jangle pop y: «una especie de Stairway to Heaven; debido a que Steve Clark le fascinaba ese jangle de guitarra largamente enredado».
Cliff Burnstein, el mánager de Def Leppard y representante de A&R para Mercury Records, dijo más tarde que Willis estaba avergonzado de tocar la canción porque era una balada. Burnstein originalmente pensó que solo tenía potencial para ser un sencillo exitoso si era grabado por una artista como Bonnie Tyler.
Al comienzo de la canción, después de la parte de armonía de la guitarra, se escucha una voz débil que dice: «Desafinados ¿eh? Los de Pete.». Esta es una charla de estudio que habla sobre el hecho de que para lograr el tono de guitarra en los versos, los guitarristas Clark y Willis desafinaron sus guitarras.
Bringin' On the Heartbreak fue lanzada comercialmente en los Estados Unidos el 13 de noviembre, con «Me and My Wine» (una canción que no es del álbum) y «You Got Me Runnin» incluidos como lados B. No apareció en las listas americanas, pero su videoclip fue mostrado por el canal de televisión recientemente lanzado MTV y recibió una fuerte rotación. La popularidad del video y la exposición que recibió la banda causaron un resurgimiento en las ventas de High 'n' Dry, que posteriormente vendió más de dos millones de copias.
En México fue lanzado con los títulos en español; «Llevarlo en la Desilusión» y «Yo y mi Vino». Además, se usó la portada del sencillo Too Late for Love.

### Versión remix
High 'n' Dry fue reeditado en mayo de 1984 con dos nuevas canciones y una de las cuales era un remix de sintetizador pesado de Bringin' On the Heartbreak.
La nueva versión fue acompañada de un nuevo video filmado con Phil Collen en la guitarra. El remix fue lanzado como sencillo y alcanzó el puesto 61 en el Billboard Hot 100 de los Estados Unidos.
La versión original de la canción fue incluida más tarde en tres de sus álbumes recopilatorios: Vault - Def Leppard Greatest Hits (1980-1995) de 1995, Best of Def Leppard de 2004 y Rock of Ages: The Definitive Collection de 2005.

## Videoclip
El primer video musical fue dirigido por Doug Smith y es una grabación en vivo de Def Leppard interpretando la canción en el Royal Court Theatre de Liverpool (Inglaterra), el 22 de julio de 1981. Fue filmado originalmente como parte de la serie de televisión Rock Concert de Don Kirshner para la cadena estadounidense ABC.
Fue subido a YouTube en abril de 2018 por el canal oficial de la banda y para diciembre de 2021 contaba más de 9 millones de visualizaciones.

### Versión remix
Fue dirigido por David Mallet, se grabó en febrero de 1984 en la Jacob's Biscuit Factory de Dublín (Irlanda) y presenta al guitarrista de reemplazo Phil Collen, tocando en lugar de Pete Willis.
Este video apareció en Historia, la compilación de videoclips de la banda lanzada en 1988 y en formato VHS. Pero todas las siguientes obras recopilatorias de la banda lo reemplazan con la versión original.
Def Leppard lo subió a YouTube en abril de 2018 y contaba más de 505 mil visualizaciones en diciembre de 2021.

## Rendimiento en listas
| Lista (1984–85)                    | Posición más alta |
| ---------------------------------- | ----------------- |
| Estados Unidos (Billboard Hot 100) | 61                |

## Versión de Mariah Carey
En 2002 la canción fue versionada por la cantante y compositora estadounidense Mariah Carey, para su álbum Charmbracelet. La reacción de Joe Elliott fue positiva.

## Historia
Carey citó a la original como uno de sus temas favoritos y dijo que se le ocurrió la idea de versionarla por primera vez cuando escuchó el álbum recopilatorio de Def Leppard Vault, durante la sesión de fotos para su álbum Charmbracelet: «Acababa de poner la música, comencé a escucharla y dije: ¿Sabes qué? Podría hacer esto a mi manera».
La canción fue producida junto a Randall Darius Jackson, en un estilo de balada rock y cuenta con la guitarra de Rob Bacon. La versión del sencillo también contó con un solo recién grabado y overdubs de guitarra extra interpretados por Dave Navarro. Una de las pocas canciones de Carey con una fuerte influencia de rock, fue lanzada como el tercer y último sencillo del álbum: el 25 de noviembre de 2003 por Island Def Jam.
El 7 de diciembre de 2002 Carey interpretó la canción junto con Through the Rain y My All frente a una multitud de 50.000 personas, en el concierto de clausura del Teletón mexicano, que tuvo lugar en el Estadio Azteca. Anunciada como la estrella del concierto, actuó con un vestido negro.

## Crítica
La canción fue recibida con críticas positivas de una variedad de críticos. Rolling Stone describió la canción como: «el corte más pegadizo [en Charmbracelet]... un remake orquestal fascinantemente exagerado». Phil Collen elogió la versión de Carey y la defendió de los fanáticos más críticos de Def Leppard: «una versión genuina de nuestra canción. Los fanáticos realmente se equivocan a veces. Ella está de nuestro lado y es un honor que lo haya hecho. Realmente, esa es la única forma en que estamos jugando».
La versión de Carey fue número 24 en "Least Metal Moments" de VH1, en un segmento subtitulado "Bringin' On the Headache", porque a muchos fanáticos del metal y músicos no les gustó el remake. Al mismo tiempo, Mark Nero de Dotdash.com la clasificó en el número 2 de su lista de "Top 5 R&B/Pop Crossover Cover Songs" y dijo: «la versión de Carey es superior a la original». Cuando se le preguntó sobre la versión de Carey, Joe Elliott le dijo a Las Vegas Sun: «Creo que ha hecho un muy buen trabajo. Es fiel al arreglo, pero no se hace como una canción de rock». Refiriéndose a la voz de registro Carey al final, Elliott comentó: «su asombrosa gimnasia vocal hacia el final... hace que Minnie Riperton suene como Tom Waits».
Billboard fue favorable al nombrarlo: «la gloria suprema del set». The New York Times también revisó esta canción favorablemente: «Otro punto culminante es su versión de la canción de Def Leppard Bringin' On the Heartbreak. Comienza como una improvisación lenta impulsada por el piano; luego el coro es interrumpido por una dramática progresión de acordes y pronto la voz precisa y ondeante de Carey está convirtiendo una power ballad en algo más delicado». Sal Cinquemani de Slant Magazine calificó esta portada de atrevida y elogió: «su sorprendente cantidad de instrumentación en vivo, que contribuye a una sensación general de calidez que de otro modo ha faltado en el trabajo reciente de Carey». Rich Juzwiak de Stylus llamó a la versión de Mariah épica. A excepción de AllMusic, que dio críticas mixtas, declaró que es su mejor canción en el álbum, pero también señaló: «ni siquiera está tan bien versionada».

## Videoclip

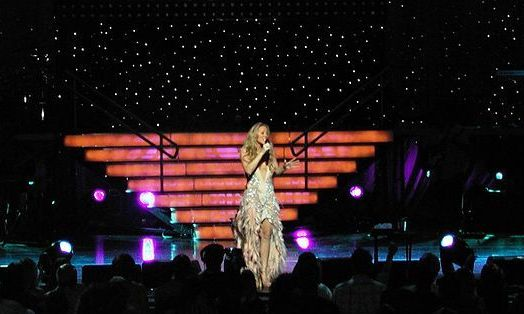
Mariah Carey presentó la canción en su Charmbracelet Tour, 2003 a 2004.

El video musical, ambientado en el remix de RJ Janman, fue filmado en Los Ángeles el 8 de marzo de 2003 por el director Sanaa Hamri y cuenta con cameos de Randy Jackson, Dave Navarro, Evan Marriott (como piloto de helicóptero y guardaespaldas) y el modelo Damon Willis.
El video del sencillo está basado en la película de 1979 La rosa, que presentó a una estrella de rock (interpretada por Bette Midler) que lucha por encontrar la felicidad mientras pasa de su áspero estilo de vida de rock and roll a su último concierto de alto perfil.
Fue subido a YouTube en junio de 2009 por el canal oficial de Carey y contaba más de 2.7 millones de visualizaciones en diciembre de 2021.

## Rendimiento en listas
Similar a la interpretación comercial de Boy (I Need You), el segundo sencillo del álbum, Bringin' On the Heartbreak no logró entrar en el Billboard Hot 100 de Estados Unidos, o en la lista Bubbling Under Hot 100 Singles.
Alcanzó el top 30 en Suiza y el top 40 en Bélgica; pero alcanzó su punto máximo fuera de los cuarenta primeros en Austria. Junior Vasquez, Mike Rizzo y Ruanne produjeron remixes de club de la canción, que recibió un lanzamiento más amplio en sencillos promocionales que en sencillos comerciales y recibió giros en clubes nocturnos de todo el mundo: la canción alcanzó el top cinco en el Billboard Hot Dance Club Play.
| Listas (2003)                               | Posición más alta |
| ------------------------------------------- | ----------------- |
| Austria (Ö3 Austria Top 40)                 | 55                |
| Bélgica (Flandes) (Ultratip Bubbling Under) | 11                |
| Bélgica (Valonia) (Ultratop 50)             | 40                |
| Suiza (Schweizer Hitparade)                 | 28                |
| Estados Unidos (Hot Dance Club Songs)       | 5                 |